# Babyface Nelson

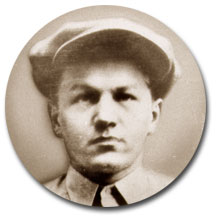
Babyface Nelson in den FBI-Akten

Babyface Nelson, eigentlich Lester Joseph Gillis, auch bekannt als George Nelson (* 6. Dezember 1908 in Chicago; † 27. November 1934 ebenda), war ein US-amerikanischer Krimineller. Nelson, der seinen Spitznamen seiner jugendlichen Erscheinung verdankt, wurde bekannt durch eine Serie aufsehenerregender Banküberfälle in den 1930er Jahren.

## Leben und Wirken
Babyface Nelson wurde 1908 als Lester Joseph Gillis in Chicago im US-Bundesstaat Illinois geboren. Bereits als Jugendlicher verkehrte er in kriminellen Kreisen. Nachdem er sich bereits eine Weile als Autodieb betätigt hatte, wurde Nelson im Alter von dreizehn Jahren erstmals verhaftet und in eine Jugendbesserungsanstalt geschickt. Nach seiner Freilassung schlug er sich als kleiner Dieb in Chicago durch. In den späten 1920er Jahren gehörte Nelson kurzzeitig der Al-Capone-Bande an, aus der er jedoch bald wieder verstoßen wurde, da man sein aufbrausendes Temperament und seine Neigung zu unkontrollierten Gewaltausbrüchen für ein Sicherheitsrisiko hielt.
1931 wurde Nelson abermals verhaftet und zu einer einjährigen Haftstrafe verurteilt. Anfang 1932 gelang es ihm jedoch während eines Gefangenentransportes, seinen Bewacher zu überwältigen und zu fliehen. Ein Jahr später, am 18. August 1933, verübte Nelson zusammen mit dem Safeknacker Eddie Bentz seinen ersten Banküberfall: Der Versuch, die First Bank in Grand Haven, Michigan, auszuräumen, endete jedoch aufgrund des desorganisierten Vorgehens der Räuber in einem Desaster, so dass die Beteiligten vorzeitig und ohne nennenswerte Beute fliehen mussten.
Größere öffentliche Bekanntheit erlangte Nelson, als er sich 1934 der Bande um den Bankräuber John Dillinger anschloss. In der Folge nahm er an zahlreichen erfolgreichen und blutigen Straftaten, vor allem Banküberfällen, teil. Die Grausamkeit und Brutalität, die er bei seinen Taten an den Tag legte, machte Nelson bald zu einer in der amerikanischen Öffentlichkeit berüchtigten Figur: So wird ihm die Tötung von mehr als einem Dutzend Polizeibeamten und von zahlreichen Passanten zugeschrieben, die er mitunter auch ohne zwingenden Grund aus bloßer Aggressivität erschoss. Sein Hass auf die Polizei veranlasste Nelson dazu, eine eigene schwarze Liste aufzustellen, in die er Informationen zu Polizeibeamten (Autokennzeichen, Adresse etc.) eintrug, die er dann ermordete.

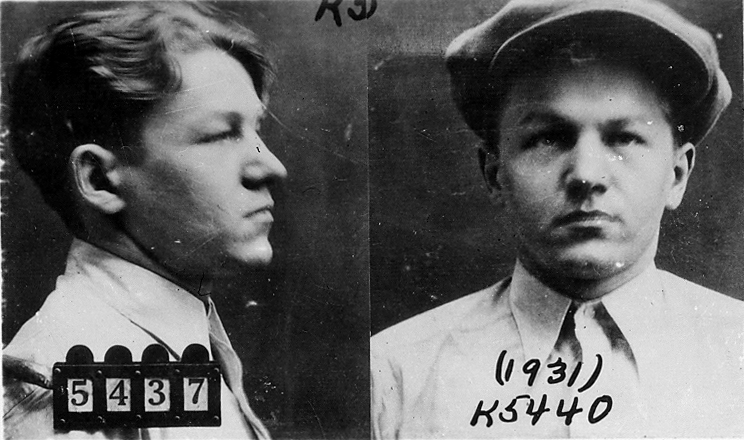
Nelson 1931 (FBI-Foto)

Nelsons kriminelle Karriere endete am 27. November 1934 nach einem als Battle of Barrington bekannt gewordenen Schusswechsel zwischen ihm und zwei FBI-Agenten außerhalb von Chicago, bei dem die beiden Agenten, Herman Hollis und Samuel P. Cowley, getötet wurden. Die Auseinandersetzung ergab sich, als Nelson während einer Autofahrt mit seiner Frau Helen Gillis und seinem Komplizen John Paul Chase den Wagen der FBI-Agenten – die in die entgegengesetzte Richtung fuhren und ihn nicht erkannt hatten – entdeckte und spontan beschloss diese anzugreifen. Er fuhr ihnen nach, stellte ihr Fahrzeug und begann, die Agenten zu beschießen. Am Ende des längeren Schusswechsels, bei dem Nelson keine Deckung suchte, sondern direkt auf seine Gegner zulief, waren beide FBI-Agenten tot, während Nelson trotz schwerer Verletzungen zunächst überlebte. Dass er 17-mal getroffen wurde, ist wahrscheinlich ein Mythos, tatsächlich fand man neun Kugeln, großteils Schrotflintenmunition. Nach dem Schusswechsel flüchteten Gillis und Chase mit dem schwerverletzten Nelson mit dem Dienstfahrzeug der FBI-Agenten.
Nach einem anonymen Hinweis wurde Nelsons Leichnam am nächsten Tag in einem Straßengraben in der Nähe des katholischen Friedhofs St. Peter Catholic Cemetery in Skokie, eingewickelt in eine Decke, gefunden. Seine Frau sagte später aus, dass er um 20 Uhr seinen Verletzungen erlegen sei. Nelson liegt heute auf ebendiesem Friedhof begraben.

## Adaptionen von Nelsons Leben
Wenige Jahre nach seinem Tod ging Nelsons Leben in die amerikanische Folklore und in die teilweise romantisierende Erinnerung an die Bandenkriminalität der 1920er und 1930er Jahre ein. Regisseur Don Siegel verarbeitete Nelsons Leben 1957 in dem Film Babyface Nelson (So enden sie alle), in dem Mickey Rooney Nelson verkörperte. 1973 übernahm Richard Dreyfuss den Part des Babyface Nelson in dem Film Dillinger. Scott Levy legte 1995 eine weitere Interpretation des Stoffes unter dem Namen Babyface Nelson vor, in der C. Thomas Howell als Nelson auftrat. Zuletzt erschien der Film O Brother, Where Art Thou? (2000), in dem Michael Badalucco Nelson spielt. Im Sommer 2009 startete in Deutschland der Film Public Enemies, in dem Stephen Graham den Gangster verkörpert und der die Verfolgung von John Dillinger, ihm und anderen Verbrechern erzählt.
Bryan Burrough verarbeitete die Verbrechenswelle dieser Zeit und die Verfolgung der Ganoven durch das FBI in seinem Buch Public Enemies: America’s Greatest Crime Wave and the Birth of the FBI, 1933–34.